# 1132年大彗星
1132年大彗星（Great Comet of 1132），正式命名為C/1132 T1，是一顆1132年肉眼可見的彗星。由於其非凡的亮度，它被認為是大彗星之一。

## 觀測歷史
根據14世紀中葉的中國編年史《金史》記載，1132年10月4日（當地時間），天文學家在大熊座發現了一顆「掃帚星」。第二天，它出現在日本和韓國，正如編年史《大日本史》和《高麗史》中所提到的。根據日本史書紀錄，它很可能位於御夫座和鹿豹座區域，顏色為白色，3°長尾巴指向西方。所有這些彗星觀察紀錄可能都發生在早上。
10月7日，這顆彗星已經非常引人注目，在《宋史》等幾部中國編年史中再次出現，而且在上述韓國和日本編年史中也有報導。彗星在天空中移動得很快，進入牡羊座，彗尾指向西北方向。韓國人只提到了3°長的尾巴，而日本人則報道了超過30°長的尾巴，並且相當明亮。這顆彗星可能在日落時從東方升起，日出時在西方落下，因此整晚都可見。
日本記錄指出，10月8日，彗星向南移動，尾部光線也變弱，僅有10°長。英國伍斯特的約翰（John of Worcester）的《 Chronicon ex Chronicis》也在同一天記錄：
“一顆彗星出現在10月8日，並且保持可見將近5天。”
10月9日，中國人和日本人再次在鯨魚座觀測到這顆彗星。根據日本紀錄，彗尾長度仍為2-3°。接下來的兩天，日本天空多雲，最後一次觀測彗星是10月12日。根據中文文獻，最後一次觀測則發生在10月27日，可能是在傍晚的天空。
另一份德國的當代報道只簡單地提到了當年彗星的出現：
“月食發生在3月2日，同一年的幾個晚上都可以看到彗星。”
亞歷山大·居伊·潘格雷（Alexandre Guy Pingré）在彗星學中，將10月2日作為第一次觀測的日期。而
詹姆斯·威廉斯則錯誤地將中國觀測的日期紀錄為10月7日到8月14日。
詹姆斯·威廉斯提到了1133年9月29日的另一個天體，然而搞錯中國觀測日期為1132年10月3日。
10月7日左右，這顆彗星的視星等達到-1等。然而天文學家根據歷史紀錄計算，得知這顆彗星的亮度可能達到-2.2等（相當於木星），甚至可以在中世紀的黑夜裡讓物體產生淡淡的陰影。